# Emigdio Marmolejo
General Emigdio Marmolejo León (5 de agosto de 1878, Tlaltizapán, Morelos - 22 de mayo de 1939, Ciudad de México) fue un militar mexicano que participó en la Revolución mexicana.

## Maderismo
Nació en Santa Rosa Treinta, municipio de Tlaltizapán, Morelos, el 5 de agosto de 1878. Fue hijo de Gregorio Marmolejo y de Francisca León, ambos de origen campesino. Aprendió a leer y escribir. Trabajó como jornalero. El 7 de febrero de 1911 se unió al movimiento maderista en Tlaquiltenango, bajo las órdenes de Gabriel Tepepa. Participó en la toma de la fábrica de hilados y tejidos de Metepec, el 6 de mayo de 1911. Del 13 al 20 del mismo mes concurrió al sitio y toma de Cuautla.

## Zapatismo
Al romper Emiliano Zapata con Francisco I. Madero fue nombrado Jefe de la escolta personal de Emiliano Zapata. Fue uno de los firmantes del Plan de Ayala. Durante 1912 y 1913 peleó activamente contra las fuerzas gubernistas de Francisco I. Madero y Victoriano Huerta, sucesivamente. En mayo de 1914 participó en el sitio y toma de Zacatepec; asimismo intervino en el sitio y toma de Cuernavaca, entre junio y agosto de ese año. En 1915 administró el ingenio del Hospital. De 1916 a 1920 operó entre las zonas de Yautepec y Tlaltizapán. 

## Ejército Mexicano
Al triunfo de la revuelta de Agua Prieta se retiró de la lucha para dedicarse a laborar la tierra. En 1935 fue elegido presidente del Comité Nacional de la Unión de Revolucionarios Agraristas del Sur, luego fungió como secretario general de la Liga de Comunidades Agrarias del estado de Morelos. En octubre de 1938 fue postulado como candidato al gobierno de Morelos, pero fue derrotado.